# Common Weakness Enumeration
Pour les articles homonymes, voir CWE.
Common Weakness Enumeration ou CWE est une base de données créée en 2006 de faiblesses communes. Une faiblesse est une condition dans un logiciel, micrologiciel ou matériel, qui peut, dans certaines conditions, contribuer à l'insertion de vulnérabilités.
Cette liste est maintenue par l'organisme MITRE, le projet étant soutenu par la National Cyber Security Division et le département de la Sécurité intérieure des États-Unis.
Cette base de données permet de partager un langage commun entre les équipes de développement et les équipes de sécurité pour éliminer ou réduire les faiblesses ou encore comme standard commun pour l'identification, la mitigation et la prévention de leurs faiblesses .
La base de données CVE intègre la base CWE dans le calcul des scores.